# 桑德斯内本
桑德斯内本是德国石勒苏益格－荷尔斯泰因州的一个市镇。总面积6.13平方公里，总人口1691人，其中男性858人，女性833人（2011年12月31日），人口密度276人/平方公里。